# سان شیاولان
سان شیاولان (انگلیسی: Sun Xiulan؛ زادهٔ ۲۷ مارس ۱۹۶۱) بازیکن هندبال اهل چین بود.